# Häftstift

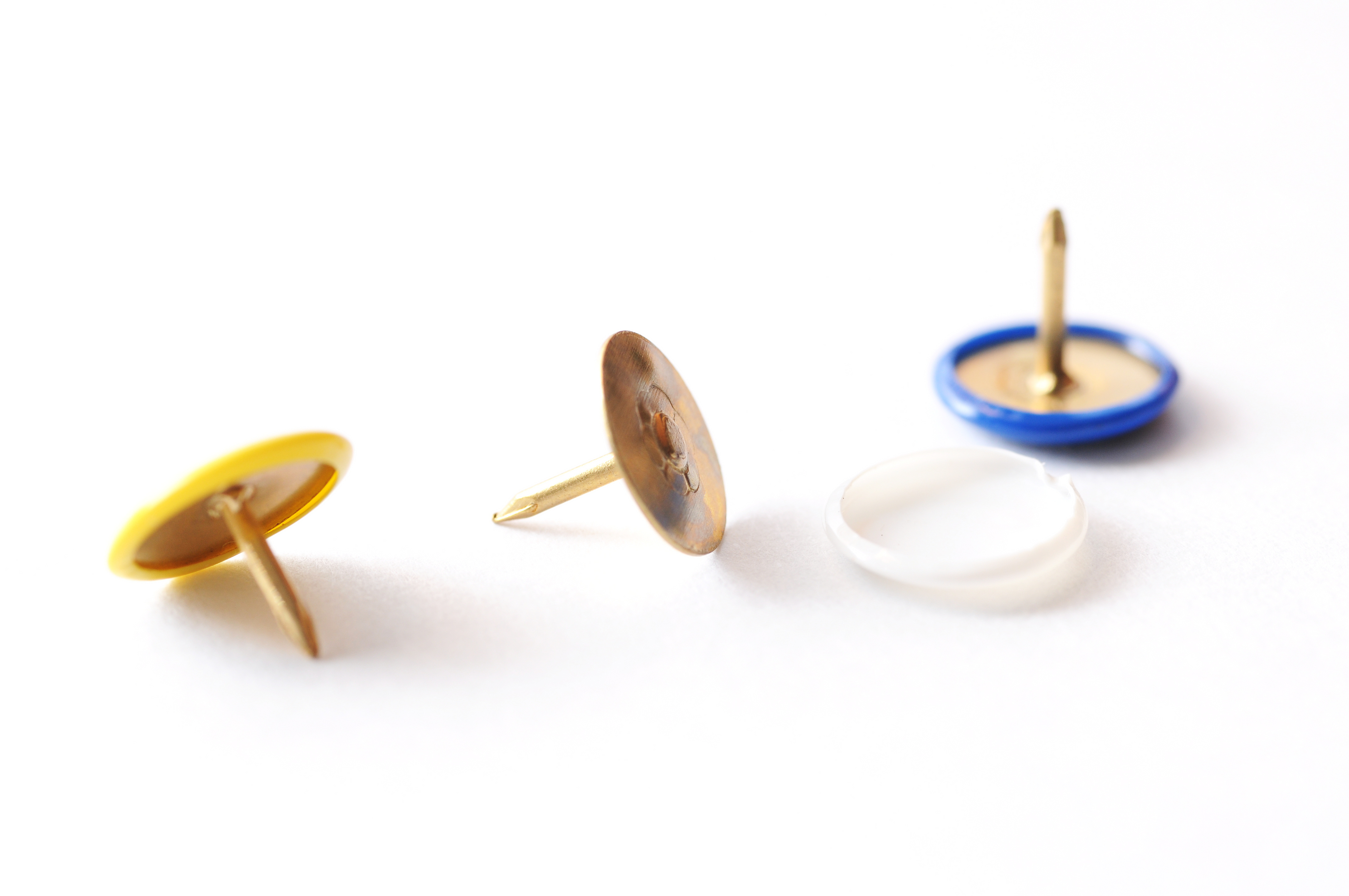
Häftstift

Häftstift är en litet stift med platt huvud som används för fastsättning. Häftstift används (oftast) för att fästa papper, tyg med mera mot ett hårt underlag. 
En stor del av de häftstift som sålts i Sverige fram till in på 2000-talet tillverkades av Svenska Häftstiftsfabriken i Pålsboda.
Ordet häftstift finns belagt i svenska språket sedan 1873.

## Bildgalleri

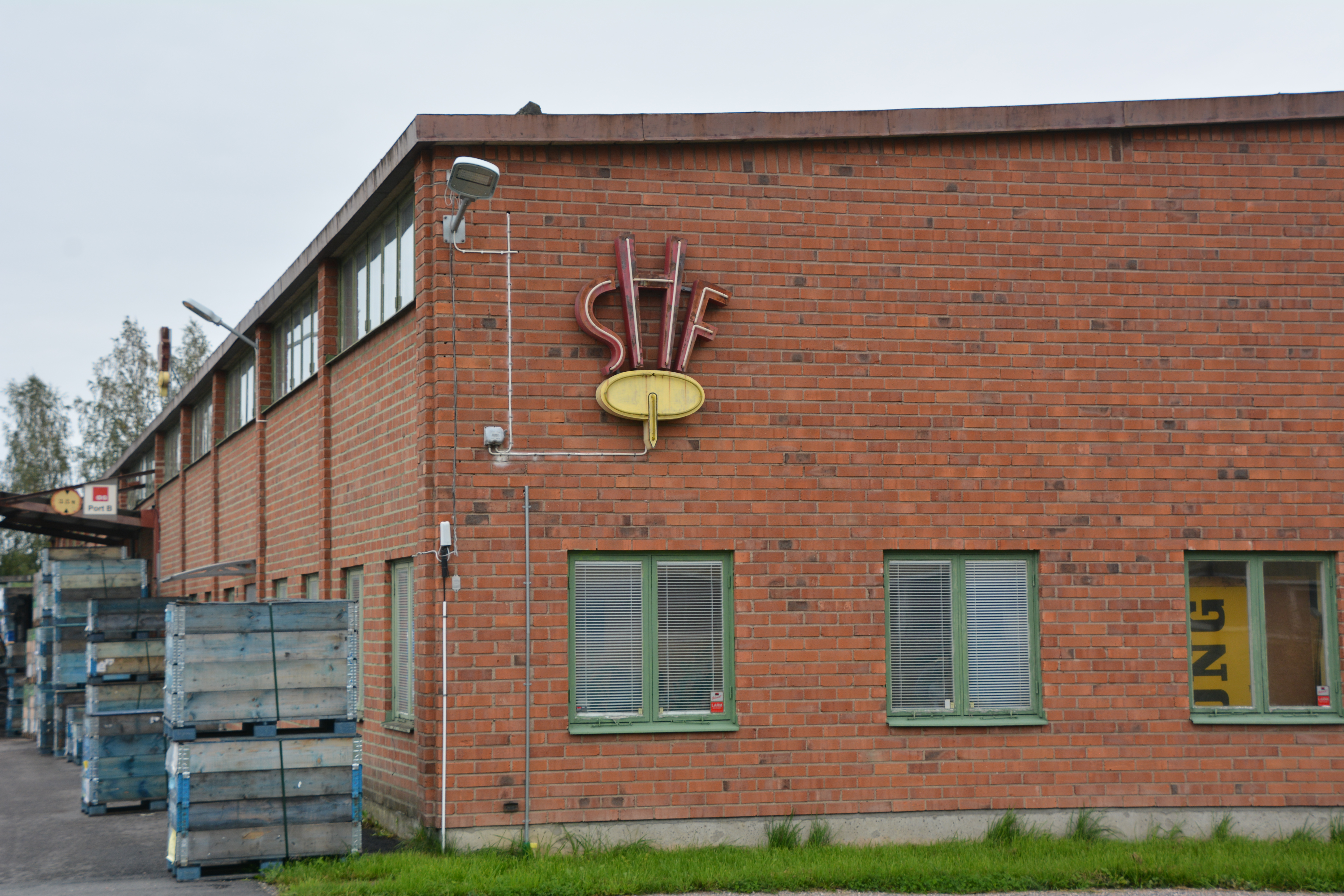
Svenska Häftstiftsfabriken i Pålsboda